# نصل

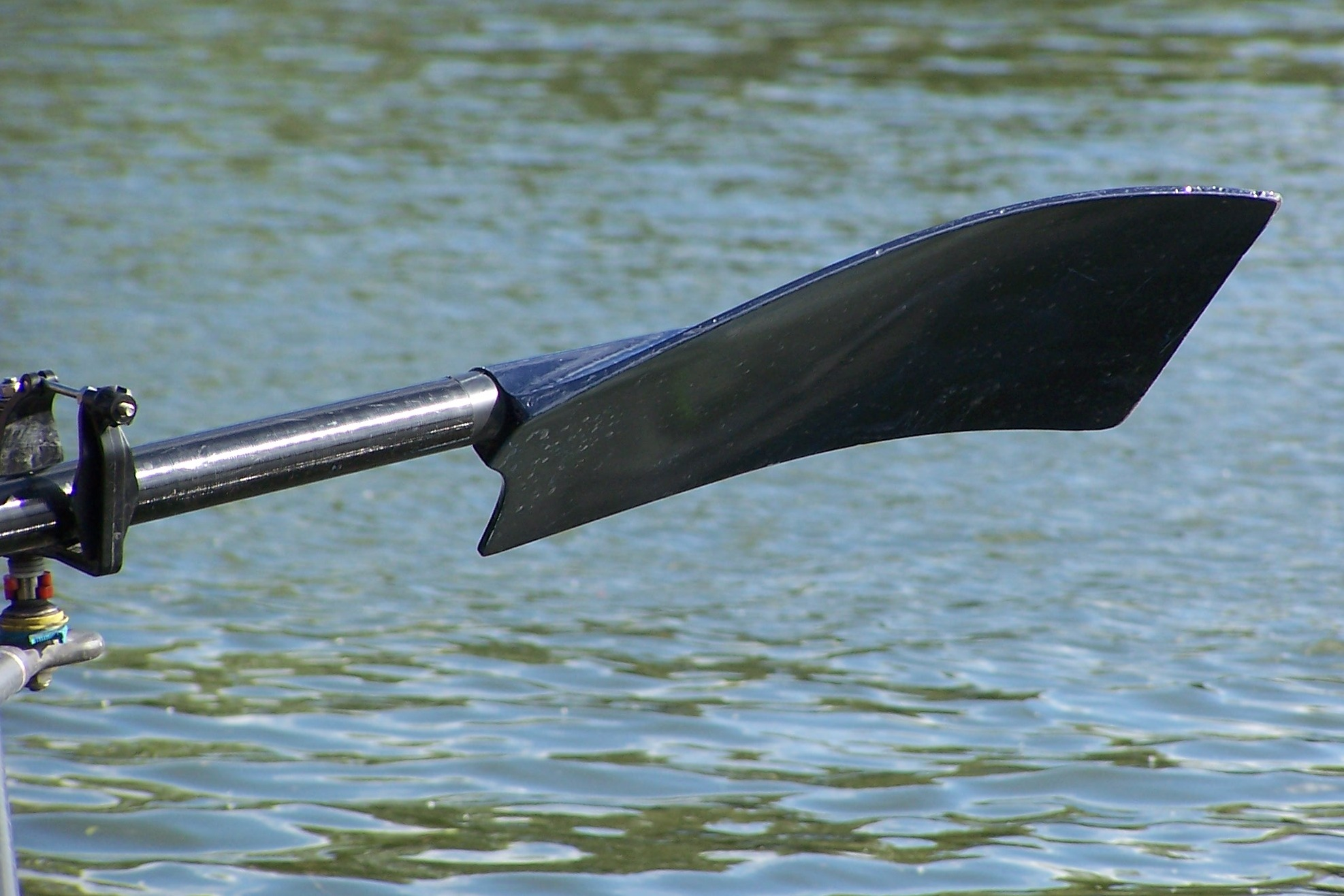
صفحة المجداف لها نصل

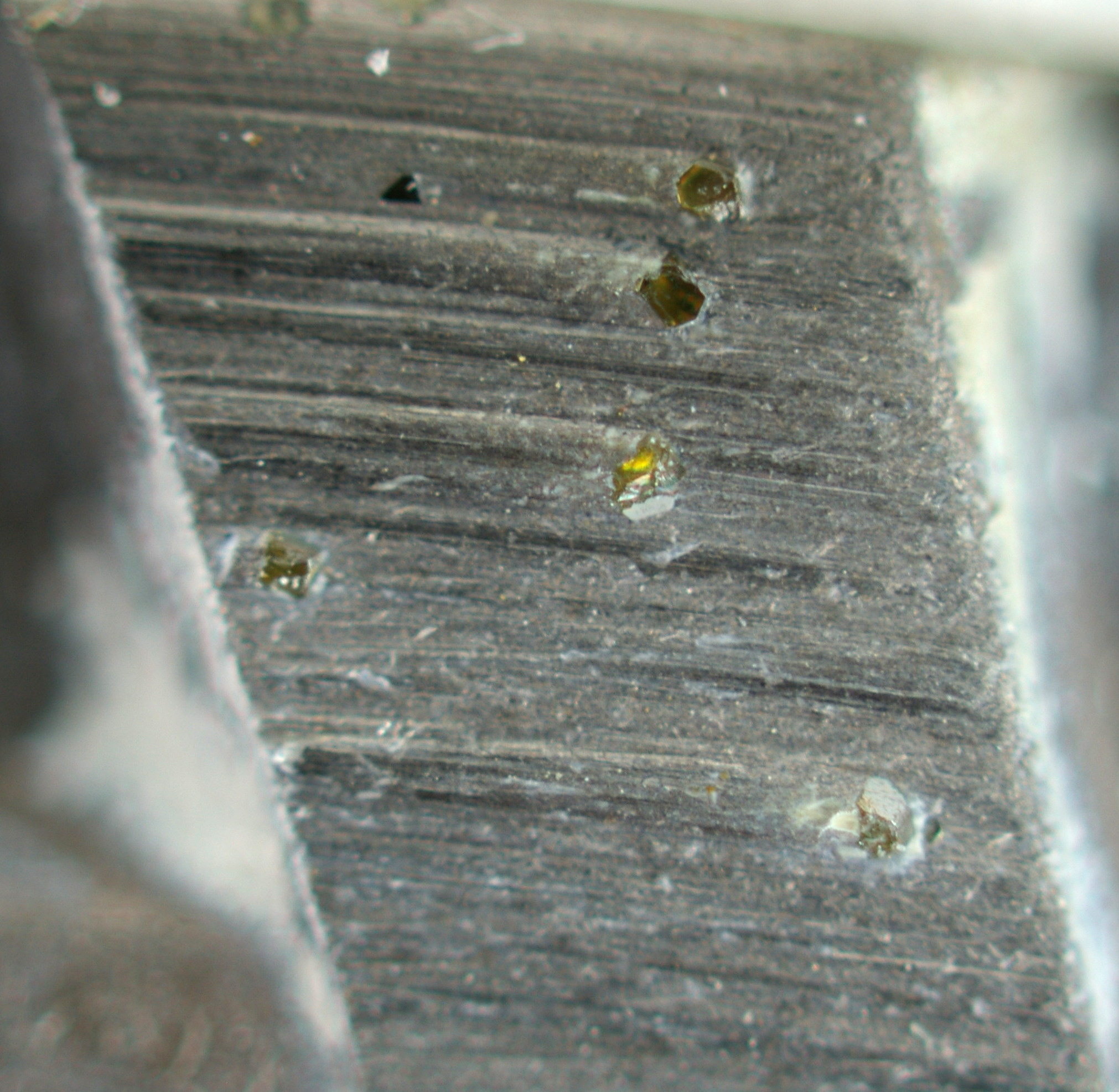
في الصناعة يستعمل الألماس نصلا نظرا لصلادته

النصل حد حامي للسيف أو السهم أو الرمح أو السكين أو المنشار إلخ
عادة ما تكون النصال مصنوعة من مواد أصلد من تلك التي يتم استخدامها عليها. تاريخيا صنع البشر شفرات من الحجارة المتساقطة مثل الصوان أو حجر السبج ومن المعادن المختلفة مثل النحاس والبرونز والحديد . غالبًا ما تكون الشفرات الحديثة مصنوعة من الفولاذ أو السيراميك . الشفرات هي واحدة من أقدم أدوات البشرية ولا تزال تستخدم في القتال وإعداد الطعام وأغراض أخرى.
تعمل النصال عن طريق تركيز القوة على حافة القطع. هناك نصال معينة، مثل تلك المستخدمة على سكاكين الخبز أو المناشير، تكون مسننة، مما يزيد من تركيز القوة على نقطة كل سن.

## استخدام
يمكن استخدام النصل في القتال للجرح أو للخرق، وقد يتم رميها أو دسرها.   تتمثل وظيفته في قطع الألياف العصبية أو العضلية أو الأوتار أو الأوعية الدموية لتعطيل أو قتل الخصم. عادةً ما يؤدي قطع أوعية دموية كبيرة إلى الوفاة بسبب النزف. تسبب شظايا النصل جروحاً تبدو طبيعة.